# 帕拉茨基鎮區 (堪薩斯州埃爾斯沃思縣)
帕拉茨基鎮區（英語：Palacky Township）為美國堪薩斯州埃爾斯沃思縣轄下的鎮區。2010年美国人口普查中此鎮區人口有60人。

## 地理
帕拉茨基鎮區涵蓋總面積為94.1平方（36.33平方英里），其中陸地面積為94.0平方（36.30平方英里），水域面積為0.078平方（0.03平方英里）或0.08%。海拔高度575（1,886英尺）。

## 人口統計
根據2010年美國人口普查，帕拉茨基鎮區人口有60人，其中男性有35人，女性有25人，人口密度為每平方公里0.64人，住房計32戶。鎮區內的白人有59人，非裔美國人有0人，美洲原住民有0人，亞裔美國人有0人，太平洋島裔美國人有0人，其他種族有1人，混血種族則有0人。此外鎮區內有1人為西班牙裔或拉丁裔美國人。此鎮區之年齡中位數為52.0歲，而男性年齡中位數為48.6歲，女性年齡中位數為54.8歲。

## 交通

### 主要公路
- 156號堪薩斯州州道